# Anne Canovas
Anne Canovas (Algeri, 25 ottobre 1957) è un'attrice francese.

## Filmografia parziale

### Cinema
- I ragazzi fic fic (Embraye bidasse... ça fume), regia di Max Pécas (1977)
- La puce et le privé, regia di Roger Kay (1981)
- Zeder, regia di Pupi Avati (1983)
- Poussière d'empire, regia di Lâm Lê (1983)
- Il giudice (Le jugee), regia di Philippe Lefebvre (1984)
- Promis... juré! (Promis... juré!), regia di  Jacques Monnet 1987)
- Qualcuno in ascolto, regia di Faliero Rosati (1988)
- Vincent & Theo, regia di Robert Altman (1990)
- Prêt-à-Porter, regia di Robert Altman (1994)
- L'amore ritrovato, regia di Carlo Mazzacurati (2004)
- Le ricamatrici (Brodeuses), regia di Éléonore Faucher (2004)
- Eva, regia di Kike Maíllo (2011)

## Doppiatrici italiane
- Roberta Greganti in Zeder
- Barbara Castracane in Vincent & Theo
- Angiola Baggi in Qualcuno in ascolto